# Stadler Regio-Shuttle RS1
Stadler Regio-Shuttle RS1 – jednoczłonowy, niskopodłogowy wagon silnikowy przeznaczony do obsługi połączeń regionalnych i podmiejskich, produkowany przez szwajcarskie przedsiębiorstwo Stadler Rail od 1996 roku.

## Konstrukcja
RS1 jest pojazdem niskopodłogowym, gdzie część niskopodłogowa zajmuje 65% powierzchni całego pojazdu. Wagon silnikowy wyposażony jest w dwa niezależne silniki Diesla produkowane przez firmę MAN. Pojazd można łączyć w trakcję ukrotnioną do sześciu sztuk, prędkość maksymalna to 120 km/h z maksymalnym przyśpieszeniem rozruchu 1,2 m/s². Przestrzeń pasażerska jest bezprzedziałowa, na środku znajduje się część niskopodłogowa, natomiast na obu krańcach wagonu podłoga znajduje się wyżej. W części niskopodłogowej znajduje się toaleta z układem zamkniętym, trzy rzędy składanych foteli oraz miejsce przystosowane do przewozu osób niepełnosprawnych i wózków dziecięcych. RS1 posiada systemy bezpieczeństwa PZB90 i Sifa pozwalające na eksploatację w Niemczech, Austrii i Szwajcarii. Najbardziej charakterystyczną cechą pojazdu są szerokie drzwi wejściowe oraz okna w kształcie trapezu.

## Eksploatacja
Regio-Shuttle RS1 jest używany przez wielu przewoźników głównie na terenie Niemiec, ale także przez ČD czy holenderskie spółki przewozowe firmy Arriva.

## Galeria

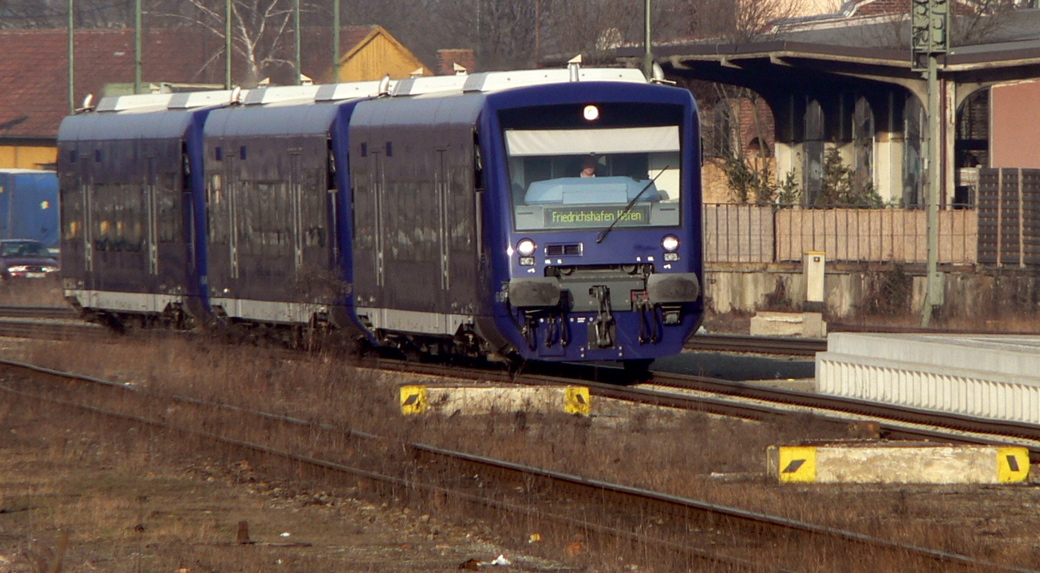
RS1 niemieckich kolei BOB w potrójnej trakcji w pobliżu stacji Ravensburg
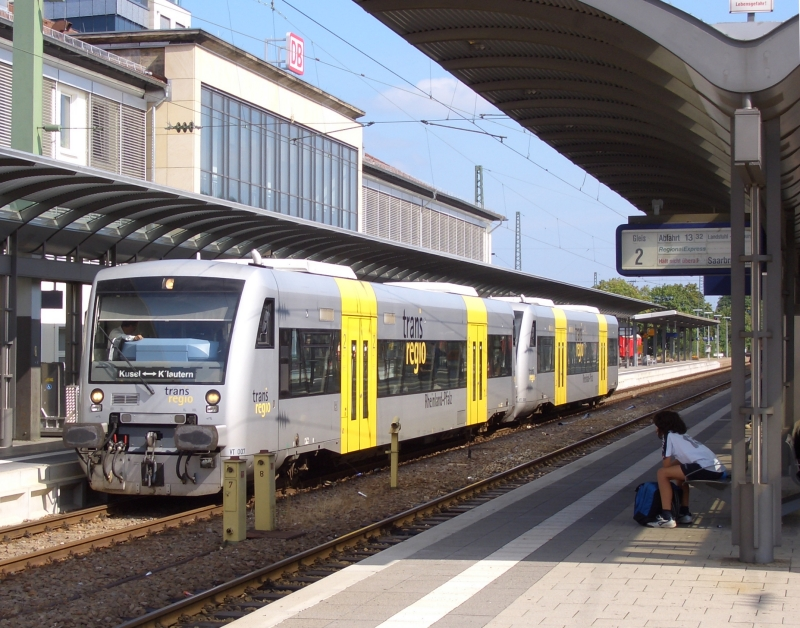
Regio-Shuttle w podwójnej trakcji na dworcu Kaiserslautern Hbf
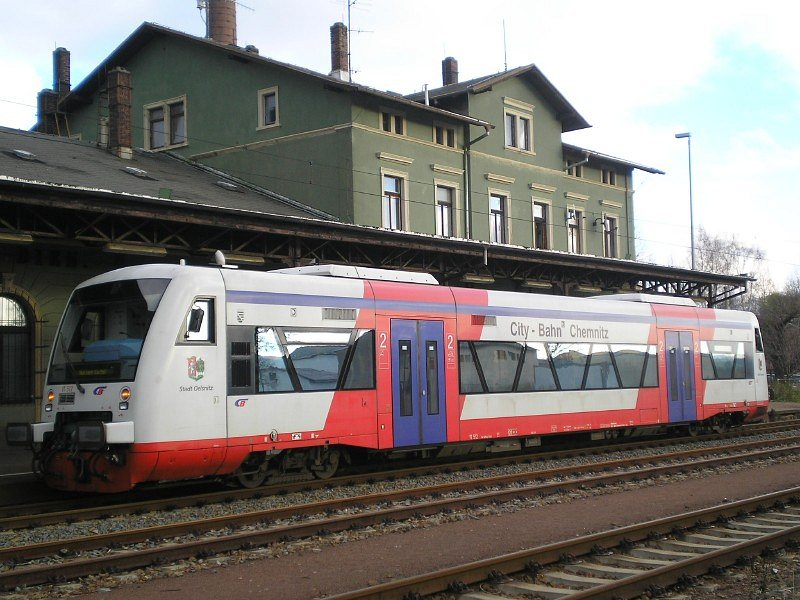
Stadler RS1 na stacji St. Egidien, Niemcy
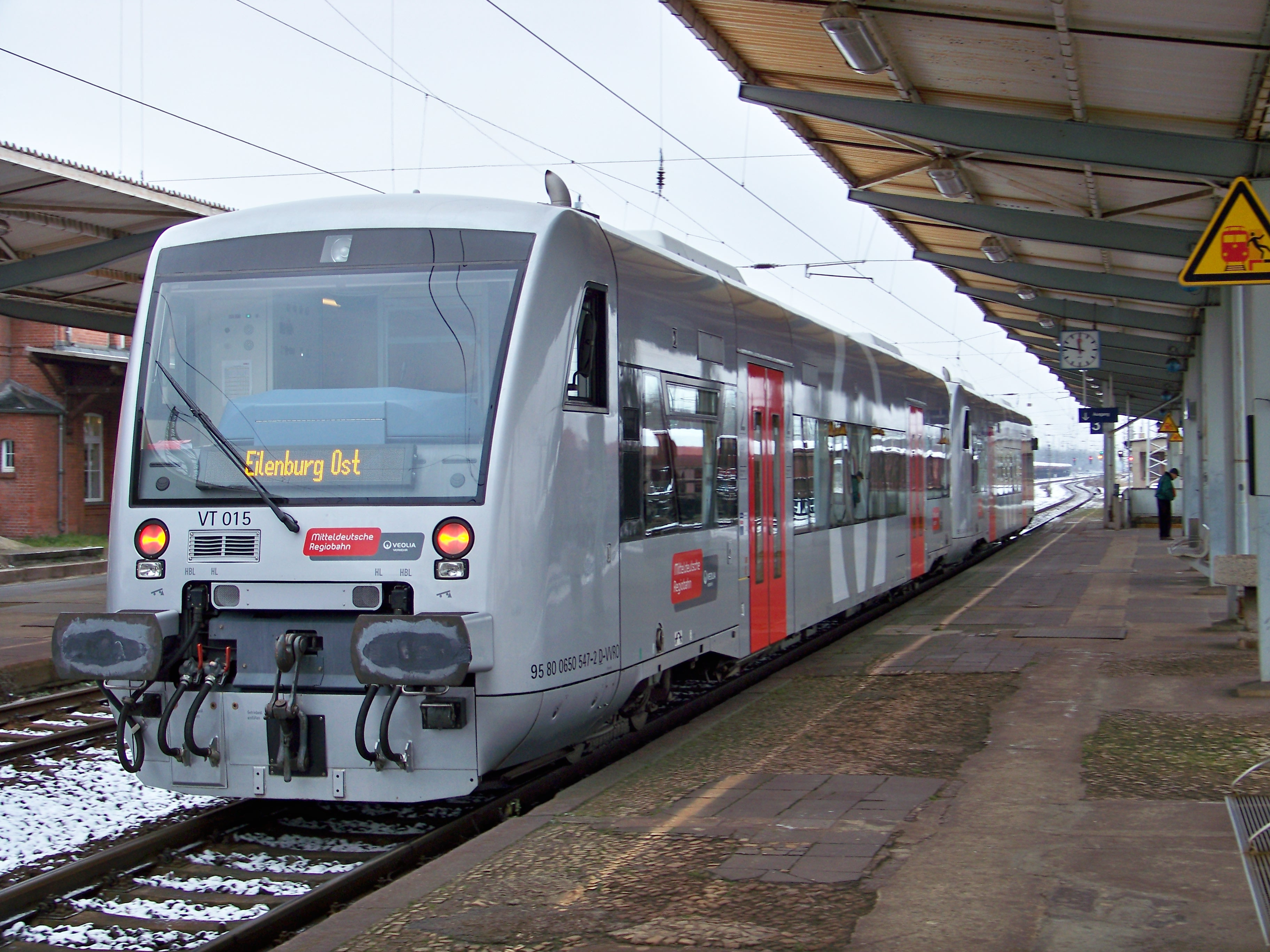
RS1 należący do Mitteldeutschen Regiobahn w Eilenburgu